# Quận Burke, Georgia
Quận Burke là một quận trong tiểu bang Georgia, Hoa Kỳ. Quận lỵ đóng ở thành phố Waynesboro 6. Theo điều tra dân số năm 2010 của Cục điều tra dân số Hoa Kỳ, quận có dân số 23.316 người 2.